# SSE2
De SSE2-uitbreiding op de SSE-instructieset IA-32 is door Intel ontworpen en voor het eerst gebruikt in zijn Pentium 4-processor. Later heeft AMD ook ondersteuning voor de 144 nieuwe instructies van de SSE2-set toegevoegd aan hun K8-processorserie (waaronder de Athlon 64).
De twee belangrijkste wijzigingen ten opzichte van de voorgaande SSE-instructieset zijn dat de grootte van de integer-registers zijn vergroot van 64 naar 128 bits enerzijds, en anderzijds dat in de floating point-registers nu double-precision floating-point-data kan worden geladen volgens de SIMD-principes. Beide wijzigingen hebben als voordeel dat er minder wisselingen in de MMX-registers plaatsvinden en bewerkingen dus sneller gebeuren.